# Новонікітинська сільська рада
Новонікі́тинська сільська рада (рос. Новоникитинский сельский совет) — сільське поселення у складі Октябрського району Оренбурзької області Росії.
Адміністративний центр — село Новонікітино.

## Населення
Населення — 889 осіб (2019; 940 в 2010, 1101 у 2002).

## Склад
До складу сільської ради входять:
| Населений пункт    | Населення, осіб (2002) | Населення, осіб (2010) |
| ------------------ | ---------------------- | ---------------------- |
| Михайловка, село   | 201                    | 136                    |
| Новонікітино, село | 900                    | 804                    |